# Ranieri Vilanova
Ranieri Vilanova, de nom de fonts Ranieri Raymondi (Barcelona, 21 de gener del 1827 - Nova York, 18 de juny del 1913) va ser un pianista i compositor, nebot i alumne de Ramon Vilanova. Tenia excel·lents qualitats musicals, com ho prova el fet que als vuit anys feu el seu primer recital en públic. Va rebre lliçons de Franz Liszt durant l'estada d'aquest a Barcelona i, en acabar els estudis, es va traslladar a París a perfeccionar-hi la tècnica. Posteriorment, oferí brillants concert per Europa i Amèrica. Finalment, s'establí i morí a Nova York, on és enterrat.

## Obres
(selecció)
- A Marruecos, galop Vich : La Ausetana, s.a.
- Barcarola, amb lletra de Rafael Pombo
- La canetita, redowa mazurka per a piano. New York : S.T. Gordon, s.a.
- Doña Isabel II, polonesa para piano forte Vich : La Ausetana, s.a.
- Duettino del trovador, transcrito y variado, pieza 54 arranjament per a piano. Vich : La Ausetana, s.a.
- Estudi de quartes i sextes per a piano, publicat a París
- La Flor de las Criollas (1875), per a piano. Es considera que va ser la primera havanera en català, i es publicà a La Llumanera de Nova York[3]
- My little pet, polka per a piano. New York : S.T. Gordon, s.a.
- Marche des Amazones per a piano a quatre mans. New York : S.T. Gordon, 1867
- Nocturne pour piano. op. 11. Paris : C. Killian, 1856
- Le poete et la jeune fille, caprice etude per a piano. New York : Jordens & Martens, 1871
- El Quezal. Marcha militar con variaciones sobre la melodía "The Mocking Bird", arreglada para la Escuela Polifónica de la República [de Guatemala] Paris: Félix Mackar, 1877
- Regina cœli, per a veu de soprano, cor i piano[4]
- Romanza nell'Opera Mignon dell Maestro Amb. Thomas. Ridotta per la Mano Sinistra New York: Ranieri Vilanova, 1877
- Sobre el Guadaquivir, barcarolle per a piano. New York : J. H. Schroeder, 1870
- Sogno d'amore, reverie per a piano. New York : Wm. A. Pond, 1872
- Il sospiro per a veu i piano. New York : Beer & Schirmer, 1865
- Veni Creator Spiritus, per a veu amb acompanyament d'orgue[5]
- Voces del océano